# Зависна Олена
Оле́на (за іншими відомостями Мар'яна) Зависна (Завісна), до шлюбу Гавратенко (загинула в листопаді 1654) — дружина сотника Зависного, героїня оборони Буші (тепер Ямпільський район Вінницької області).
В листопаді 1654 сотенне містечко Буша Брацлавського полку було обложене авангардом карального війська Речі Посполитої на чолі з коронним обозним С. Чарнецьким, що прибуло на Поділля.
Населення містечка (близько 6 тис. осіб) два дні (28—29 листопада) чинило відчайдушний опір ворогові і майже все полягло в нерівній боротьбі. Коли польські загарбники вдерлися до міської фортеці і в ході бою вбили сотника, Зависна підпалила діжку з порохом (за іншими даними — пороховий льох) і підірвала себе разом з ворогами. Про подвиг Зависної згадують польський хроніст 17 ст. В. Коховський та деякі документи. Цей епізод національної революції 1648–1676 описано в історичній повісті М. Старицького «Облога Буші» та історичній драмі «Оборона Буші».